# Der Kolli
Der Kolli, meist nur Kolli, seltener bzw. veraltend Kolches oder Kolcheskopf genannt, ist ein 548 m ü. NHN hoher Berg im mittleren Odenwald nahe dem Dreiländereck von Bayern, Baden-Württemberg und Hessen. Er ist der Endsporn eines rund 2,5 Kilometer langen, nach Nordosten laufenden und bewaldeten Bergrückens, dessen Hauptteil die Hohe Langhälde (548,3 m) ist.

## Geographie

### Lage
Der Kolli steht im Grenzbereich von Kirchzell im bayerischen Landkreis Miltenberg im Norden, Mudau im baden-württembergischen Neckar-Odenwald-Kreis im Südosten und Oberzent im hessischen Odenwaldkreis im Westen. Auf dem Kolli beschreibt die bayerische Landesgrenze einen annähernd rechten Winkel. Das südliche Viertel des Bergs gehört zu Mudau in Baden-Württemberg, es reicht bis auf wenige Meter an den Gipfel heran, der auf der Gemarkung des Marktes Kirchzell in Bayern liegt und damit die höchste Erhebung im bayerischen Teil des Odenwalds darstellt. Rund 420 m südwestlich des Gipfels und etwas nordwestlich gegen die Kammlinie versetzt steht der Dreiländerstein, der seit 1837 das Dreiländereck kennzeichnet. Nördlich vom Dreiländerstein bis zum Hesselbacher Tor gibt es auf der bayerischen Seite der Grenze nach dem Verlauf der Höhenlinien eine Rinne im Hangprofil, an der der Kolli als Geländevorsprung endet, kurz bevor hessisches Gebiet beginnt. 
Der Kolli springt von Südwesten knapp 500 m weit vor in Richtung auf das hier 250 m tief eingeschnittene Kerbtal des Breitenbachs, weshalb die sanft gewölbte, rund 25 Hektar große Kuppe auf drei Seiten unvermittelt steil abfällt. Dem Kolli liegt jenseits des Breitenbachtales der Geierskopf (529 m) gegenüber, der den nordöstlichen Talhang überragt. Nach Südwesten in Richtung zur Hohen Langhälde senkt sich die Kammlinie des Kolli auf badischem Gebiet bis zum verbindenden Sattel um etwa zehn Höhenmeter.
4 km weit nordöstlich des Gipfels liegt das ebenfalls zu Kirchzell gehörende Dorf Ottorfszell, etwa 2,1 km ostnordöstlich dessen Weiler Breitenbach im Tal des gleichnamigen Baches. 1,5 km südsüdöstlich steht das zum Mudauer Ortsteil Mörschenhardt zählende Schloss Waldleiningen in einem anderen Talkessel und 1,5 km westsüdwestlich des Gipfels das zu Oberzent gehörende Dorf Hesselbach in einer Rodungsinsel auf der Hochebene.

### Naturräumliche Zuordnung
Der Kolli gehört in der naturräumlichen Haupteinheitengruppe Odenwald, Spessart und Südrhön (Nr. 14), in der Haupteinheit Sandstein-Odenwald (144) und in der Untereinheit Zentraler Sandsteinodenwald (144.6) überwiegend zum Naturraum Östlicher zertalter Sandsteinodenwald (Mainseitentäler) (144.61) und seine nach Westen abfallende Landschaft zum Naturraum Würzberger Platte (144.63).

### Itter-Mud-Wasserscheide
Am Kolli etwas westlich vorbei läuft die Wasserscheide zwischen den Flusssystemen der Itter, die südwärts zum Neckar entwässert, und der Mud, die nordwärts zum Main zieht. Von Südsüdwesten auf der Kammlinie der Hohen Langhälde nahend, die zugleich Landesgrenze zwischen Hessen im Westen und Baden-Württemberg im Osten ist, knickt sie etwas vor dem Dreiländerstein nach Nordnordwesten ab, steigt durch den Waldhang Laubhecke zur offenen Hochebene um Hesselbach ab und läuft auf der Hochebene um Hesselbach durch die Flur der Langen Erde und anschließend wieder einen Wald zu einer 505,3-m-Erhebung darin am Saufeld, nach der sie wieder nördlicher zieht.  Den überwiegenden Gebietsanteil der Hochfläche westlich der Scheidelinie entwässert der Hesselbach zum Itterbach genannten Oberlauf des Neckarzuflusses Itter, das Wasser des östlich von ihr stehenden Kollis dagegen erreicht – von seiner Nordwestseite über den Breitenbach, von seiner Südostseite über den Teufelsbach – nacheinander Gabelbach, Mud und Main.

## Schutzgebiete
Am Kolli stoßen der bayerisch/hessische Naturpark Bergstraße-Odenwald im Norden und Westen und der baden-württembergische Naturpark Neckartal-Odenwald im Süden aneinander.
Auf den bayerischen Teilen des Kolli liegen Teile des Landschaftsschutzgebiets LSG innerhalb des Naturparks Bayerischer Odenwald (ehemals Schutzzone) (CDDA-Nr. 396112), das 1982 ausgewiesen wurde und 304,8465 km² groß ist.

## Tourismus
Der Kolli liegt knapp östlich außerhalb des Neckar-Odenwald-Limes, der hier etwa der Itter-Mud-Wasserscheide folgt. 2,1 km südlich des Kolli, in der Scharte hinter der Hohen Langhälde und vor dem Hohwald (552,8 m), liegen Reste des römischen Kleinkastell Zwing (491,4 m), und etwas südsüdöstlich oberhalb davon befindet sich ein römischer Wachturm.